# Katerina Maleeva
Katerina Maleeva (Sofia, 7 maggio 1969) è un'ex tennista bulgara, sorella mediana di Manuela Maleeva e Magdalena Maleeva, anche loro ex tenniste.

## Biografia
Katerina Maleeva è stata per molto tempo nella top 10 della WTA come le sorelle. La sua posizione più alta è stata la numero 6. Ha giocato come professionista dal 1984 al 1997. In carriera ha collezionato 369 vittorie e 210 sconfitte. Come singolarista ha vinto 11 tornei: due invece le vittorie nel doppio femminile, la prima delle quali con sua sorella Manuela. Nel 1988 ha rappresentato il suo Paese alle Olimpiadi, dove è uscita al terzo turno.
In Fed Cup ha giocato per la Bulgaria 29 match in singolare e 22 in doppio.

## Vita privata
Nel 1994 si è sposata con un connazionale. Dal matrimonio sono nati due figli: una femmina, Niya, e un maschio, Zahari.